# Vernoux-en-Gâtine
Vernoux-en-Gâtine település Franciaországban, Deux-Sèvres megyében. Lakosainak száma 583 fő (2022. január 1.). Vernoux-en-Gâtine L’Absie, Largeasse, Neuvy-Bouin, Scillé, Secondigny, Trayes és Beugnon-Thireuil községekkel határos.

## Népesség
A település népessége az elmúlt években az alábbi módon változott:
| Lakosok száma | 570  | 566  | 586  | 571  | 573  | 573  | 573  | 573  | 583  |
|               | 2013 | 2015 | 2016 | 2017 | 2018 | 2019 | 2020 | 2021 | 2022 |